# Tight coin
The tight coin (Ammonitella yatesii)là một loài động vật chân bụng trong họ Megomphicidae. Nó là loài đặc hữu của Hoa Kỳ.